# Вајн
Вајн (њем. Wain) општина је у њемачкој савезној држави Баден-Виртемберг. Једно је од 45 општинских средишта округа Биберах. Према процјени из 2010. у општини је живјело 1.570 становника. Посједује регионалну шифру (AGS) 8426125.

## Географски и демографски подаци
Вајн се налази у савезној држави Баден-Виртемберг у округу Биберах. Општина се налази на надморској висини од 530 метара. Површина општине износи 20,1 km². У самом мјесту је, према процјени из 2010. године, живјело 1.570 становника. Просјечна густина становништва износи 78 становника/km².

## Међународна сарадња
| Мјесто | Држава   | Врста сарадње | Од    |
| ------ | -------- | ------------- | ----- |
| Ацијах | Аустрија | партнерство   | 1972. |
| Извор  |          |               |       |